# The Great Secret (film 1914)
The Great Secret è un cortometraggio muto del 1914 diretto da Edwin August che interpreta il film con a fianco Neva Gerber.

## Produzione
Il film fu prodotto dalla White Star Film Company (Balboa Amusement Producing Company). Venne girato a Long Beach, la cittadina californiana sede della casa di produzione.

## Distribuzione
Distribuito dalla Box Office Attractions Company, il film - un cortometraggio di tre bobine - uscì nelle sale cinematografiche statunitensi il 19 ottobre 1914, presentato da William Fox.